# Milan Kotur
Milan Kotur (ur. 15 kwietnia 1986 w Pakracu) – chorwacki lekkoatleta specjalizujący się w biegach płotkarskich i sprinterskich.
W 2005 r. zdobył w Kownie złoty medal mistrzostw Europy juniorów w biegu na 400 metrów przez płotki (uzyskany czas: 50,15). Kolejny sukces na arenie międzynarodowej odniósł w 2007 r. w Debreczynie, zdobywając brązowy medal młodzieżowych mistrzostw Europy, również w biegu na 400 m ppł (uzyskany czas: 50,14). W tej samej konkurencji zdobył w 2014 r. brązowy medal mistrzostw krajów bałkańskich, rozegranych w Pitești.
W lekkoatletycznych mistrzostwach Chorwacji zdobył 10 złotych medali: 9 w biegu na 400 m ppł (2003, 2005, 2006, 2007, 2009, 2010, 2011, 2012, 2013) oraz w sztafecie 4 × 400 m (2015). Był również srebrnym medalistą Chorwacji w biegu na 400 m (2010), jak również mistrzem Słowenii w biegu na 400 m ppł (2010).
Rekordy życiowe:
- stadion

- bieg na 400 m – 47,00 (19 maja 2007, Split)
- bieg na 400 m ppł – 50,14 (14 lipca 2007, Debreczyn)

- hala

- bieg na 400 m – 47,69 (30 stycznia 2007, Wiedeń)